# David Jaime Dean
David Jaime Dean (Eugi, Esteribar, 16 de maig de 1887 - Kanbo, 28 d'octubre de 1949) va ser un polític republicà basc.

## Orígens
Nascut al poble d'Eugi, situat al municipi navarrès d'Esteribar, la seva família va ser originària d'Erriberri i Tafalla. Al seu poble, i al llarg de la seva infància, va créixer en un ambient bascoparlant i, durant un llarg període de la seva vida, va viure a Etxarri Aranatz, juntament amb la seva esposa Martina Larraza. El seu segon cognom és de Tafalla, i té les seves arrels a l'Edat Mitjana, en un llinatge de la noblesa d'aquella època. Un text de 1356 esmenta Joan de An o Dehan, camarlenc del rei Carles II de Navarra i regidor del castell de Tafalla.

## Trajectòria política
El 1921 va passar a administrar la Cooperativa vinícola de Tafalla i, durant la dictadura de Primo de Rivera, es va integrar a l'agrupació vasquista Euskeraren Adiskideak. El 1931 va ser escollit regidor i gestor de la Comissió gestora de la Diputació de Navarra representant-la a la Junta permanent de la Societat d'Estudis Bascos. L'any 1934, mentre va ser a Tafalla, es va afiliar al nou partit Esquerra Republicana. A partir de 1931 va treballar amb diligència en el suport a l'Estatut del País Basc del Sud, així com en la promoció de les reunions dels municipis bascos, per exemple en l'anomenada Guerra del vi (1934).
El 1936, després del cop d'Estat feixista contra la república, els sublevats el van anar a buscar ràpidament a Tafalla, però no el van trobar perquè, tot i les dificultats respiratòries que patia, va aconseguir escapolir-se. A poc a poc, es va anar traslladant a la Baixa Navarra, amagant-se de granja en granja i passant 20 complicats mesos d'exili. Així doncs, l'any 1938 va arribar a reguar-se a Kanbo des d'Ultzamaldea, travessant la frontera estatal.
Allà va tenir com a company d'acollida el bisbe a l'exili Mateo Mujika, va conèixer el polític del Partit Nacionalista Basc Manuel Irujo i prendre contacte amb altres diversos exiliats bascos. Va passar la seva vida a Kanbo organitzant a l'exili el Consell de Navarra, creat a Baiona el 20 de setembre de 1946, i presidint la seva comissió permanent. És per això que es va enfrontar en diverses ocasions amb el Govern Basc i el Partit Nacionalista Basc, pensant que aquest partit volia menystenir el consistori navarrès. Va parlar al programa de ràdio d'Euskadi Irratia per Navarra, on el Consell de Navarra tenia una secció, i també va parlar en basc moltes vegades. No només oralment, sinó també per escrit, s'ha dirigit netament en basc a polítics nacionalistes bascos, com per exemple, el lehendakari Jose Antonio Agirre.